# Venturia desertorum
Venturia desertorum är en stekelart som beskrevs av Horstmann 2008. Venturia desertorum ingår i släktet Venturia och familjen brokparasitsteklar. Inga underarter finns listade i Catalogue of Life.